# Gamma Arae
Gamma Arae is de op drie na helderste ster in het sterrenbeeld Altaar. Het betreft een dubbelster bestaande uit een type B superreus en een Type A hoofdreeksster.